# Mistrovství světa v ledním hokeji 1962
29. mistrovství světa  a 40. mistrovství Evropy v ledním hokeji probíhalo ve dnech 8. – 18. března 1962 v Colorado Springs (Broadmoore World Arena) a Denveru (Denver Coliseum) ve Spojených státech.
Na turnaj se přihlásilo 18 účastníků. Turnaj byl poznamenán neúčastí mužstev Československa, Sovětského svazu, NDR a Rumunska. Důvodem byla solidarita k reprezentantům NDR, kterým Američané nevydali vstupní víza. Přestože NDR byla řádným členem LIHG, a bylo všemi zeměmi podepsáno ustanovení (1959), že budou-li kterémukoliv mužstvu odepřena pořadatelskou zemí vstupní víza, pak musí být MS uspořádáno v jiné zemi, tak LIHG pod nátlakem organizátorů nakonec Američanům pořadatelství neodebrala.
Turnaje se tedy zúčastnilo 14 týmů, rozdělených do dvou skupin. Mužstva SSSR, ČSSR a NDR, která měla hrát ve skupině A, nahradil druhý tým z minulého šampionátu skupiny B Velká Británie, Švýcarsko, které porazilo v kvalifikaci Rakousko, a Německo, které ze skupiny A nesestoupilo.
Titul získali Švédové, kteří doslova vypálili rybník oběma zámořským týmům. Nejprve porazili Spojené státy 2:1 a v dramatickém utkání i Kanadu 5:3. Byl to jejich v pořadí třetí titul, potřetí však v soutěži nereprezentativní, ve které vždy scházeli buď zámořští hokejisté (1953, 1957), nebo zase tradiční evropští soupeři.
Na kongresu v Coloradu Springs bylo rozhodnuto, že elitní skupina na příštím MS ve Švédsku bude složena podle výsledků MS z roku 1961.

## Výsledky a tabulky
| 29. | Mistrovství světa | SWE  | CAN  | USA  | FIN  | NOR  | GER | SUI  | GBR  | V | R | P | Skóre | B  |
| 1.  | Švédsko           | ***  | 5:3  | 2:1  | 12:2 | 10:2 | 4:0 | 17:2 | 17:0 | 7 | 0 | 0 | 67:10 | 14 |
| 2.  | Kanada            | 3:5  | ***  | 6:1  | 8:1  | 14:1 | 8:0 | 7:2  | 12:2 | 6 | 0 | 1 | 58:12 | 12 |
| 3.  | USA               | 1:2  | 1:6  | ***  | 6:3  | 14:2 | 8:4 | 12:1 | 12:5 | 5 | 0 | 2 | 54:23 | 10 |
| 4.  | Finsko            | 2:12 | 1:8  | 3:6  | ***  | 5:2  | 9:3 | 7:4  | 5:7  | 3 | 0 | 4 | 32:42 | 6  |
| 5.  | Norsko            | 2:10 | 1:14 | 2:14 | 2:5  | ***  | 6:4 | 7:5  | 12:2 | 3 | 0 | 4 | 32:54 | 6  |
| 6.  | SRN               | 0:4  | 0:8  | 4:8  | 3:9  | 4:6  | *** | 7:1  | 9:0  | 2 | 0 | 5 | 27:36 | 4  |
| 7.  | Švýcarsko         | 2:17 | 2:7  | 1:12 | 4:7  | 5:7  | 1:7 | ***  | 6:3  | 1 | 0 | 6 | 21:60 | 2  |
| 8.  | Velká Británie    | 0:17 | 2:12 | 5:12 | 7:5  | 2:12 | 0:9 | 3:6  | ***  | 1 | 0 | 6 | 19:73 | 2  |

| 39. | Mistrovství Evropy |
| 1.  | Švédsko            |
| 2.  | Finsko             |
| 3.  | Norsko             |
| 4.  | SRN                |
| 5.  | Švýcarsko          |
| 6.  | Velká Británie     |

- Titul mistra Evropy do 1970 získalo evr. mužstvo, které se umístilo nejlépe v konečné tabulce MS.

  Velká Británie - Švýcarsko 3:6 (2:1, 0:1, 1:4)
8. března 1962 - Colorado Springs

Branky Velké Británie: 1:57 Rupert Fresher, 11:49 Tom Imrie, 54:21 Ian Forbes.

Branky Švýcarska: 5:43 Fritz Naef, 37:59 Gian Bazzi, 44:41 Bruno Gerber, 47:19 Roland Bernasconi, 51:25 Fritz Naef, 58:40 Peter Stammbach.

Rozhodčí:Gambucci (USA), Wiking (SWE)

Vyloučení: 7:4

Využití přesilovek: 1:1

Branky v oslabení: 1:0

Diváků: 300
Velká Británie: Patridge – Shepherd, Cook, Devereaux, J. Brown – Forbes, Imrie, B. Smith – Lammin, Pearson, Fresher – Brennan, McDonald, Matthews.
Švýcarsko: Bassani – Gerber, Nobs, Küenzi, Friedrich – Diethelm, Stammbach, Bazzi – Bernasconi, R. Chappot, Naef – Parolini, Jenni, Truffer.
 USA -  Norsko 14:2 (0:0, 8:1, 6:1)
8. března 1962 - Colorado Springs

Branky USA: 22:57 Richard Roberge, 24:03 John Poole, 26:32 Richard Roberge, 32:05 Oscar Mahle, 32:31 Reginald Meserve, 35:06 William Christian, 36:22 Reginald Meserve, 38:10 Oscar Mahle, 40:18 Paul Coppo, 43:09 Paul Coppo, 49:14 Thomas Martin, 51:49 William Christian, 53:52 Paul Coppo, 56:25 Kenneth Johansson.

Branky Norska: 22:00 Christian Petersen, 59:11 Georg Smefjell.

Rozhodčí: Olivieri (SUI), Maschio (CAN)

Vyloučení: 5:1

Využití přesilovek:1:1

Diváků: 3 100
USA: Larson – Mayasich, T. Martin, Tuttle, MacKay – Johannson, Coppo, Poole – Roberge, Meserve, Hall – R. Christian, W. Christian, Mahle.
Norsko: Nygaard – Gundersen, Elvenes, Bakke, Henrik Petersen – Hellerud, Olsen, Larsen – Smefjell, S. Hansen, Christian Petersen – Bergeid, Moe, Ekmo.
 Finsko -  Kanada 1:8 (0:3, 0:4, 1:1)
8. března 1962 - Denver

Branky Finska: 42:43 Pertti Nieminen.

Branky Kanady: 3:06 Robert Mader, 4:46 John Malo, 12:52 Ted Sloan, 33:55 Jack McLeod, 34:12 Robert McKnight, 39:24 Ted Maki, 39:31 Floyd Martin, 54:15 Ted Sloan.

Rozhodčí: Barry, Riley (USA)

Vyloučení: 4:8

Využití přesilovek: 0:2

Diváků: 1 400
Finsko: Kaitala – Nurmi, Wasama, Numminen, Lampainen – Wahlsten, Rastio, Keinonen – Seistamo, Pulli, Nikkilä – Hyytiäinen, Nieminen, Lehtiö.
Kanada: Hurley – Maki, Harry Smith, Douglas, Mitchell – McKnight, Wylie, F. Martin – Sloan, Malo, McLeod – Hogan, Mader, Robert Brown.
 Švédsko -  Švýcarsko 17:2 (7:0, 4:0, 6:2)
9. března 1962 - Denver

Branky Švédska: 1:47 Ulf Sterner, 6:42 Uno Öhrlund, 7:28 Eilert Määttä, 10:19 Anders Andersson, 17:01 Lars-Eric Lundvall, 17:14 Ronald Pettersson, 18:59 Anders Andersson, 20:46 Nisse Nilsson, 28:23 Eilert Määttä, 31:25 Ulf Sterner, 38:44 Anders Andersson, 44:55 Uno Öhrlund, 45:19 Sven Tumba Johansson, 45:40 Uno Öhrlund, 48:25 Per-Olof Härdin, 55:20 Uno Öhrlund, 56:22 Nisse Nilsson.

Branky Švýcarska: 48:06 Roger Chappot, 56:51 Fritz Naef.

Rozhodčí: Maschio, Lindqvist (CAN)

Vyloučení: 1:0

Diváků: 200
Švédsko: Häggroth – Stoltz, Nordlander, Blomé, Karlsson – Pettersson, Nilsson, Lundvall – Härdin, А. Andersson, Sterner – Määttä, Sven Tumba Johansson, Öhrlund.
Švýcarsko: Kiener – Nobs, Küenzi, Friedrich, Peter – Bazzi, Stammbach, Zimmermann – Bernasconi, R. Chappot, Naef – Diethelm, Jenni, Truffer.
  Finsko -  Velká Británie 5:7 (2:1, 2:2, 1:4)
9. března 1962 - Colorado Springs

Branky Finska: 4:27 Jorma Suokko, 16:31 Kalevi Numminen, 24:58 Jorma Suokko, 31:10 Heino Pulli, 59:25 Jouni Seistamo.

Branky Velké Británie: 13:44 Bert Smith, 21:10 Ian Forbes, 34:38 Ian Forbes, 41:39 Bert Smith, 47:58 Billy Brennan, 50:49 Ian Forbes, 4:7 52:53 Harry Pearson.

Rozhodčí: Riley, Trumbell (USA)

Vyloučení: 5:7 + Matti Keinonen na 10 minut.

Využití přesilovek: 2:4

Diváků: 2 637
Finsko: Lahtinen (59:00) – Nurmi, Wasama, Suokko, Numminen – Wahlsten, Keinonen, Rastio – Seistamo, Lehtiö, Pulli – Hyytiäinen, Nieminen, Nikkilä.
Velká Británie: Metcalfe – Shepherd, Cook, J. Brown, Murray – Forbes, B. Smith, Matthews – Brennan, Pearson, Imrie – McDonald, Whitehead, Lammin.
 SRN -  Norsko 4:6 (1:4, 3:0, 0:2)
9. března 1962 - Denver

Branky NSR: 12:30 Manfred Gmeiner, 21:24 Siegfried Schubert, 32:56 Josef Reif, 36:15 Helmut Zanghellini.

Branky Norska: 2:04 Bjørn Elvenes, 2:57 Trygve Bergeid, 4:59 Henrik Petersen, 14:40 Per Skjerwen Olsen, 50:10 Henrik Petersen, 55:27 Per Skjerwen Olsen.

Rozhodčí: Barry, Finegold (USA)

Vyloučení: 8:6

Využití přesilovek: 1:3

Diváků: 2 000
Německo: Lindner – Ambros, Waitl, Schneitberger, Rampf – Köpf, Schubert, Gmeiner – Bader, Zanghellini, Eberl – Reif, Pittrich, Trautwein.
Norsko: Nygaard – Bakke, Henrik Petersen, Gundersen, S. Hansen – Smefjell, Olsen, Christian Petersen – Elvenes, Larsen, Hellerud – Dalsøren, Moe, Bergeid.
 USA -  Švédsko 1:2 (0:1, 1:0, 0:1)
10. března 1962 - Colorado Springs

Branky USA: 26:16 Butch MacKay.

Branky Švédska: 12:24 Sven Tumba Johansson, 53:01 Roland Stoltz.

Rozhodčí: Olivieri (SUI), Maschio (CAN)

Vyloučení: 7:4

Využití přesilovek: 1:0

Diváků: 4 725
USA: Larson (59:14) – MacKay, Tuttle, Mayasich, T. Martin – R. Christian, W. Christian, Mahle – Johannson, Coppo, Poole – Roberge, Meserve, Hall.
Švédsko: Häggroth – Stoltz, Nordlander, Blomé, Karlsson – Pettersson, Nilsson, Lundvall – Härdin, А. Andersson, Sterner – Määttä, Sven Tumba Johansson, Öhrlund.
 Kanada -  SRN 8:0 (5:0, 3:0, 0:0)
10. března 1962 - Denver

Branky Kanady: 9:48 John Malo, 10:26 John Malo, 14:02 Ted Sloan, 15:47 Floyd Martin, 19:08 Robert Brown, 25:39 Jack McLeod, 30:15 Robert McKnight, 34:42 John Malo.

Rozhodčí: Wiking (SWE), Barry (USA)

Vyloučení: 8:6

Diváků: 4 043
Kanada: Hurley – Maki, Harry Smith, Douglas, Robertson – Sloan, Malo, McLeod – F. Martin, Wylie, McKnight – Robert Brown, Mader, Mitchell.
Německo: Lindner – Rampf, Riedl, Waitl, Schneitberger – Köpf, Schubert, Gmeiner – Bader, Zanghellini, Eberl – Reif, Pittrich, Trautwein.
 Kanada -  Švýcarsko 7:2 (2:1, 2:1, 3:0)
11. března 1962 - Colorado Springs

Branky Kanady: 17:10 Floyd Martin, 17:49 John Malo, 27:51 Harry Smith, 29:29 Floyd Martin, 44:09 Harry Smith, 52:36 Me Hogan, 52:51 Robert Brown.

Branky Švýcarska: 1:07 Pio Parolini, 33:31 Fritz Naef.

Rozhodčí: Wiking (SWE), Riley (USA)

Vyloučení: 5:4

Využití přesilovek: 1:0

Diváků: 2 994
Kanada: Hurley – Douglas, Mitchell, Maki, Harry Smith – Robert Brown, Hogan, Mader – McKnight, Wylie, F. Martin – McLeod, Malo, Rope.
Švýcarsko: Bassani – Gerber, Nobs, Peter, Friedrich – Bazzi, Stammbach, Zimmermann – Parolini, R. Chappot, Naef – Diethelm, Jenni, Truffer.
 USA -  Finsko 6:3 (2:2, 1:1, 3:0)
11. března 1962 - Denver

Branky USA: 5:58 Paul Coppo, 16:19 Richard Roberge, 36:03 Paul Coppo, 45:41 Richard Roberge, 50:35 John Poole, 57:24 Paul Coppo.

Branky Finska: 6:57 Mauno Nurmi, 9:42 Rauno Lehtiö, 28:29 Mauno Nurmi.

Rozhodčí: Lindqvist (CAN), Olivieri (SUI)

Vyloučení: 4:4

Využití přesilovek: 3:1

Diváků: 2 583
USA: Logue – Mayasich, T. Martin, MacKay, Tuttle – Roberge, Meserve, Hall – R. Christian, W. Christian, Brooks – Johannson, Coppo, Poole.
Finsko: Lahtinen – Suokko, Numminen, Wasama, Lampainen – Seistamo, Rastio, Keinonen – Pulli, Nikkilä, Lehtiö – Nurmi, Hyytiäinen, Nieminen.
 Velká Británie -  Norsko 2:12 (0:0, 2:7, 0:5)
11. března 1962 - Denver

Branky Velké Británie: 28:52 Harry Pearson, 36:56 Tom Imrie.

Branky Norska: 22:59 Henrik Petersen, 25:12 Bjørn Elvenes, 26:05 Olav Dalsøren, 30:24 Bjørn Elvenes, 30:42 Einar Bruno Larsen, 31:39 Henrik Petersen, 35:17 Terje Hellerud, 40:25 Christian Petersen, 45:57 Bjørn Elvenes, 55:30 Henrik Petersen, 59:20 Per Skjerwen Olsen, 59:32 Christian Petersen.

Rozhodčí: Gambucci, Barry (USA)

Vyloučení: 14:6

Využití přesilovek: 1:5

Branky v oslabení: 1:0

Diváků: 2 028
Velká Británie: Metcalfe – Shepherd, Cook, J. Brown, Murray – Forbes, B. Smith, Matthews – Lammin, Pearson, Fresher – Brennan, McDonald, Imrie.
Norsko: Nygaard – Bakke, Henrik Petersen, Gundersen, S. Hansen – Smefjell, Olsen, Christian Petersen – Elvenes, Hellerud, Larsen – Bergeid, Dalsøren, Moe.
 Norsko -  Švýcarsko 7:5 (3:0, 3:3, 1:2)
12. března 1962 - Colorado Springs

Branky Norska: 4:49 Bjørn Elvenes, 9:56 Bjørn Elvenes, 10:23 Christian Petersen, 21:36 Georg Smefjell, 32:37 Bjørn Elvenes, 33:44 Bjørn Elvenes, 41:00 Einar Bruno Larsen.

Branky Švýcarska: 24:33 Gerhard Diethelm, 30:40 Fritz Naef, 39:59 Oskar Jenni, 50:27 Gian Bazzi, 51:18 Gian Bazzi.

Rozhodčí: Maschio (CAN), Barry (USA)

Vyloučení: 1:1

Diváků: 1 200
Norsko: Nygaard – Bakke, Henrik Petersen, Gundersen, S. Hansen – Elvenes, Hellerud, Larsen – Smefjell, Olsen, Christian Petersen – Bergeid, Dalsøren, Moe.
Švýcarsko: Kiener – Gerber, Nobs, Peter, Friedrich – Bazzi, Stammbach, Parolini – Bernasconi, R. Chappot, Naef – Diethelm, Jenni, Truffer.
 Švédsko -  Finsko 12:2 (4:1, 4:0, 4:1)
12. března 1962 - Denver

Branky Švédska: 6:08 Nisse Nilsson, 11:12 Anders Andersson, 11:56 Ulf Sterner, 14:38 Lars-Eric Lundvall, 23:40 Nisse Nilsson, 27:40 Per-Olof Härdin, 28:07 Sven Tumba Johansson, 28:45 Uno Öhrlund, 43:14 Lars-Eric Lundvall, 48:33 Lars-Eric Lundvall, 50:52 Uno Öhrlund, 57:30 Ronald Pettersson.

Branky Finska: 0:28 Seppo Nikkilä, 41:40 Matti Keinonen.

Rozhodčí: Olivieri (SUI), Gambucci (USA)

Vyloučení: 5:7

Využití přesilovek: 2:0

Diváků: 1 578
Švédsko: Häggroth – Stoltz, Nordlander, Karlsson, N. Johansson – Pettersson, Nilsson, Lundvall – Härdin, А. Andersson, Sterner – Määttä, Sven Tumba Johansson, Öhrlund.
Finsko: Lahtinen (40:00 Kaitala) – Suokko, Numminen, Wasama, Lampainen – Seistamo, Pulli, Nikkilä – Rastio, Аро, Hyytiäinen – Nieminen, Keinonen, Nurmi.
  Velká Británie -  SRN 0:9 (0:3, 0:3, 0:3)
12. března 1962 - Colorado Springs

Branky Velké Británie: nikdo

Branky SRN: 12:05 Leonhard Waitl, 14:28 Siegfried Schubert, 19:23 Ernst Köpf, 24:03 Josef Reif, 27:32 Josef Reif, 36:59 Leonhard Waitl, 40:45 Hans Rampf, 43:39 Josef Reif, 55:14 Georg Eberl.

Rozhodčí: Lindqvist (CAN), Wiking (SWE)

Vyloučení: 9:12 + Billy Brennan na 10 minut.

Využití přesilovek: 0:2

Branky v oslabení: 0:2

Diváků: 700
Velká Británie: Patridge – Shepherd, Cook, J. Brown, Murray – Matthews, Forbes, B. Smith – Brennan, Lammin, Imrie – McDonald, Pearson, Fresher.
Německo: Lindner – Rampf, Riedl, Schneitberger, Waitl – Schubert, Köpf, Gmeiner – Eberl, Zanghellini, Reif – Trautwein, Pittrich, Bader.
  Kanada -  Švédsko 3:5 (0:2, 1:2, 2:1)
13. března 1962 - Colorado Springs

Branky Kanady: 34:01 Floyd Martin, 43:08 Harry Smith, 52:02 Jack McLeod.

Branky Švédska: 19:06 Ulf Sterner, 19:21 Sven Tumba Johansson, 20:56 Nisse Nilsson, 30:42 Ulf Sterner, 59:00 Nisse Nilsson.

Rozhodčí: Barry (USA), Olivieri (SUI)

Vyloučení: 7:4 + Floyd Martin na 5 minut a Karlsson na 10 minut.

Využití přesilovek: 0:2

Diváků: 4 500
Kanada: Hurley (58:22 – 59:00) – Maki, Harry Smith, Douglas, Mitchell – McKnight, Wylie, F. Martin – Robert Brown, Mader, Hogan – McLeod, Malo, Sloan.
Švédsko: Häggroth – Stoltz, Nordlander, Blomé, Karlsson – Pettersson, Nilsson, Lundvall – Härdin, А. Andersson, Sterner – Määttä, Öhrlund, Sven Tumba Johansson
 USA -  SRN 8:4 (3:2, 4:1, 1:1)
13. března 1962 - Denver

Branky USA: 2:33 Reginald Meserve, 4:20 Roger Christian, 13:06 John Poole, 24:09 Paul Coppo, 33:37 William Daley, 34:37 William Christian, 36:51 Oscar Mahle, 57:24 Paul Coppo.

Branky SRN: 3:08 Josef Reif, 5:54 Rudolf Pittrich, 37:18 Rudolf Pittrich, 53:19 Georg Eberl.

Rozhodčí: Wiking (SWE), Lindqvist (CAN)

Vyloučení: 6:6

Využití přesilovek: 1:1

Diváků: 3 026
USA: Larson – MacKay, Tuttle, Mayasich, T. Martin – Mahle, Coppo, Poole – R. Christian, W. Christian, Brooks – Roberge, Meserve, Daley.
Německo: Lindner – Waitl, Ambros, Riedl, Bader – Schubert, Köpf, Gmeiner – Trautwein, Zanghellini, Reif – Lang, Pittrich, Eberl.
 Finsko -  Švýcarsko 7:4 (1:0, 1:1, 5:3)
14. března 1962 - Colorado Springs

Branky Finska: 1:46 Heino Pulli, 21:00 Mauno Nurmi, 42:43 Heino Pulli, 44:22 Teppo Rastio, 52:59 Kalevi Numminen, 55:15 Heino Pulli, 56:19 Teppo Rastio.

Branky Švýcarska: 38:19 Gian Bazzi, 44:05 Gian Bazzi, 47:27 Pio Parolini, 50:11 Roger Chappot.

Rozhodčí: Lindqvist, Maschio (CAN)

Vyloučení: 5:5

Využití přesilovek: 2:0

Diváků: 1 200
Finsko: Lahtinen – Nurmi, Wasama, Numminen, Lampainen – Rastio, Wahlsten, Keinonen – Nieminen, Seistamo, Hyytiäinen – Pulli, Lehtiö, Nikkilä.
Švýcarsko: Bassani – Gerber, Nobs, Peter, Friedrich – Bazzi, Stammbach, Zimmermann – Parolini, Bernasconi, R. Chappot – Diethelm, Jenni, Truffer.
Kanada -  Norsko 14:1 (4:0, 5:1, 5:0)
14. března 1962 - Denver

Branky Kanady: 0:22 Floyd Martin, 3:24 John Malo, 11:45 Bill Wylie, 12:01 Floyd Martin, 25:50 Robert Robertson, 33:21 Jack McLeod, 33:51 Jack McLeod, 34:49 Ted Sloan, 37:48 Harry Smith, 40:55 Bill Wylie, 47:25 Donald Rope, 48:44 Floyd Martin, 51:09 Me Hogan, 58:01 Jack McLeod.

Branky Norska: 35:28 Terje Hellerud.

Rozhodčí: Barry, Gambucci (USA)

Vyloučení: 7:4

Využití přesilovek: 1:0

Diváků: 2 925
Kanada: Zofiak – Maki, Harry Smith, Mitchell, Robertson – McKnight, Wylie, F. Martin – McLeod, Malo, Sloan – Hogan, Mader, Rope.
Norsko: Mellerud – Bakke, Henrik Petersen, Gundersen, Hellerud – Smefjell, Olsen, Christian Petersen – Larsen, Bergeid, Dalsøren – Moe, J. Hansen, Ekmo.
 USA -  Velká Británie 12:5 (5:2, 4:1, 3:2)
14. března 1962 - Colorado Springs

Branky USA: 3:56 Butch MacKay, 5:20 Roger Christian, 7:55 Oscar Mahle, 13:46 Richard Roberge, 16:54 Donald Hall, 28:11 John Mayasich, 36:03 Richard Roberge, 36:14 Butch MacKay, 39:53 Kenneth Johansson, 47:36 William Daley, 53:31 Richard Roberge, 57:07 Donald Hall.

Branky Velké Británie: 15:55 Harry Pearson, 18:14 Roy Shepherd, 22:01 Rupert Fresher, 42:09 Billy Brennan, 46:32 Sam McDonald.

Rozhodčí: Olivieri (SUI), Wiking (SWE)

Vyloučení: 3:2

Využití přesilovek: 1:1

Diváků: 2 914
USA: Logue – Mayasich, T. Martin, MacKay, Tuttle – R. Christian, W. Christian, Brooks – Hall, Coppo, Roberge – Mahle, Daley, Johansson.
Velká Británie: Metcalfe – Shepherd, Devereaux, Cook, Imrie – Matthews, B. Smith, Forbes – Lammin, Pearson, Fresher – Brennan, McDonald, Whitehead.
 Švédsko -  Velká Británie 17:0 (6:0, 8:0, 3:0)
15. března 1962 - Denver

Branky Švédska: 1:50 Nisse Nilsson, 2:34 Anders Andersson, 8:50 Per-Olof Härdin, 14:52 Ulf Sterner, 16:22 Uno Öhrlund, 18:32 Nisse Nilsson, 22:28 Uno Öhrlund, 24:48 Nisse Nilsson, 25:11 Ulf Sterner, 27:55 Leif Andersson, 28:40 Leif Andersson, 34:31 Per-Olof Härdin, 34:50 Sven Tumba Johansson, 39:50 Per-Olof Härdin, 53:50 Sven Tumba Johansson, 56:25 Leif Andersson, 59:37 Uno Öhrlund.

Rozhodčí: Lindqvist, Maschio (Kanada)

Vyloučení: 1:5

Využití přesilovek: 2:0

Branky v oslabení: 2:0

Diváků: 1 966
Švédsko: Svensson – Stoltz, Nordlander, Blomé, N. Johansson – Pettersson, Nilsson, L. Andersson – Määttä, Öhrlund, Sven Tumba Johansson – Härdin, А. Andersson, Sterner.
Velká Británie: Patridge – Shepherd, Devereaux, Cook, Imrie – Forbes, B. Smith, Matthews – Brennan, McDonald, Whitehead – Pearson, Lammin, Fresher.
 SRN -  Finsko 3:9 (1:1, 2:6, 0:2)
15. března 1962 - Colorado Springs 

Branky SRN: 9:25 Ernst Köpf, 22:07 Georg Eberl, 27:25 Josef Reif.

Branky Finska: 8:42 Heino Pulli, 26:32 Heino Pulli, 30:28 Rauno Lehtiö, 31:51 Mauno Nurmi, 33:00 Matti Keinonen, 37:59 Heino Pulli, 38:49 Jouni Seistamo, 48:43 Mauno Nurmi, 49:32 Jouni Seistamo.

Rozhodčí: Wiking (SWE), Barry (USA)

Vyloučení: 10:4

Využití přesilovek: 0:3

Diváků: 2 121
Německo: Lindner – Rampf, Riedl, Waitl, Bader – Schubert, Köpf, Gmeiner – Eberl, Zanghellini, Reif – Ambros, Pittrich, Lang.
Finsko: Lahtinen – Suokko, Numminen, Lampainen, Wasama – Wahlsten, Rastio, Keinonen – Nikkilä, Lehtiö, Pulli – Nurmi, Seistamo, Nieminen.
 USA -  Švýcarsko 12:1 (6:1, 4:0, 2:0)
16. března 1962 - Denver

Branky USA: 1:33 Richard Roberge, 6:33 Oscar Mahle, 11:29 Kenneth Johansson, 15:24 Oscar Mahle, 15:41 Kenneth Johansson, 19:38 Herb Brooks, 21:56 Reginald Meserve, 22:38 Paul Coppo, 34:25 Donald Hall, 39:24 John Poole, 44:48 John Mayasich, 50:58 Reginald Meserve.

Branky Švýcarska: 12:09 Roger Chappot.

Rozhodčí: Wiking (SWE), Maschio (CAN)

Vyloučení: 4:4

Využití přesilovek: 1:0

Branky v oslabení: 1:0

Diváků: 3 528
USA: Larson (30:47 Logue) – Tuttle, MacKay, Mayasich, Martin – Roberge, Meserve, Hall – Mahle, Coppo, Poole – Johannson, Daley, Brooks.
Švýcarsko: Kiener; Gerber – Nobs, Peter – Friedrich; Truffer – Jenni – Diethelm, R. Chappot – Bernasconi – Stammbach, Zimmermann, Parolini.
 Švédsko -  Norsko 10:2 (5:0, 1:2, 4:0)
16. března 1962 - Colorado Springs

Branky Švédska: 1:13 Nisse Nilsson, 2:13 Ulf Sterner, 5:58 Per-Olof Härdin, 10:05 Ronald Pettersson, 14:43 Nisse Nilsson, 20:32 Lars-Eric Lundvall, 41:12 Sven Tumba Johansson, 46:39 Lars-Eric Lundvall, 48:46 Ulf Sterner, 10:2 56:00 Nisse Nilsson.

Branky Norska: 21:18 Einar Bruno Larsen, 38:55 Georg Smefjell.

Rozhodčí: Lindqvist (Kanada), Barry (USA)

Vyloučení: 2:0 + Blomé na 5 minut.

Diváků: 4 483
Švédsko: Häggroth – Stoltz, Nordlander, Blomé, Karlsson – Pettersson, Nilsson, Lundvall – Härdin, А. Andersson, Sterner – Määttä, Öhrlund, Sven Tumba Johansson.
Norsko: Nygaard – Bakke, Henrik Petersen, Gundersen, S. Hansen – Smefjell, Olsen, Christian Petersen – Elvenes, Hellerud, Larsen – Bergeid, Dalsøren, Moe.
 Švédsko -  SRN 4:0 (2:0, 2:0, 0:0)
17. března 1962 - Denver

Branky Švédska: 2:24 Uno Öhrlund, 9:55 Eilert Määttä, 21:53 Anders Andersson, 38:18 Uno Öhrlund.

Rozhodčí: Maschio (CAN), Olivieri (SUI)

Vyloučení: 2:8 + Rudolf Pittrich na 10 minut.

Využití přesilovek: 1:0

Diváků: 3 545
Švédsko: Svensson – Karlsson, N. Johansson, Blomé, Nordlander – Pettersson, Nilsson, Lundvall – Härdin, А. Andersson, Sterner – Määttä, Öhrlund, Sven Tumba Johansson.
Německo: Lindner – Riedl, Ambros, Schneitberger, Bader – Schubert, Köpf, Gmeiner – Waitl, Pittrich, Zanghellini – Lang, Eberl, Reif.
 Finsko -  Norsko 5:2 (1:1, 1:1, 3:0)
17. března 1962 - Colorado Springs 

Branky Finska: 7:14 Mauno Nurmi, 28:30 Heino Pulli, 41:14 Seppo Nikkilä, 51:12 Juhani Wahlsten, 53:54 Seppo Nikkilä.

Branky Norska: 19:26 Einar Bruno Larsen, 27:23 Trygve Bergeid.

Rozhodčí: Riley (USA), Lindqvist (CAN)

Vyloučení: 4:4

Využití přesilovek: 0:1

Branky v oslabení: 2:0

Diváků: 2 200
Finsko: Lahtinen – Suokko, Numminen, Lampainen, Wasama – Rastio, Wahlsten, Keinonen – Seistamo, Lehtiö, Pulli – Nurmi, Nieminen, Nikkilä.
Norsko: Nygaard – Bakke, Henrik Petersen, Gundersen, S. Hansen – Smefjell, Olsen, Christian Petersen – Elvenes, Hellerud, Larsen – Bergeid, Moe, Ekmo.
  Velká Británie -  Kanada 2:12 (0:4, 1:2, 1:6)
17. března 1962 - Colorado Springs

Branky Velké Británie: 26:40 Ian Forbes, 59:02 Harry Pearson.

Branky Kanady: 0:29 John Malo, 5:14 Jack McLeod, 14:43 Ted Maki, 18:23 Jack McLeod, 25:20 Robert Brown, 32:19 Floyd Martin, 44:30 Ted Sloan, 49:18 Jack McLeod, 52:36 Robert McKnight, 55:02 John Malo, 55:43 Harry Smith, 59:52 Jack McLeod

Rozhodčí: Barry (USA), Wiking (SWE)

Vyloučení: 3:1

Využití přesilovek: 0:2

Diváků: 3 200
Velká Británie: Patridge – Devereaux, Shepherd, Cook, Imrie – Forbes, Matthews, B. Smith – Brennan, McDonald, Pearson – Lammin, Whitehead, Fresher.
Kanada: Zofiak – Maki, Harry Smith, Robertson, Douglas – Sloan, Malo, McLeod – Hogan, Rope, Robert Brown – McKnight, Wylie, F. Martin.
 USA -  Kanada 1:6 (1:2, 0:2, 0:2)
18. března 1962 - Colorado Springs

Branky USA: 18:44 Donald Hall

Branky Kanady: 10:08 Ted Sloan, 10:16 Me Hogan, 23:54 Robert Brown, 26:36 Robert Brown, 46:21 Jack McLeod, 52:27 Robert Mader.

Rozhodčí: Wiking (SWE), Olivieri (SUI)

Vyloučení: 4:10 + Mitchel na 10 minut.

Diváků: 5 400
USA: Larson – Mayasich, T. Martin, MacKay, Tuttle – R. Christian, W. Christian, Brooks – Roberge, Meserve, Hall – Poole, Coppo, Mahle.
Kanada: Hurley – Harry Smith, Maki, Mitchell, Douglas – F. Martin, Wylie, McKnight – Hogan, Mader, Robert Brown – Sloan, Malo, McLeod.
 SRN -  Švýcarsko 7:1 (3:0, 4:0, 0:1)
18. března 1962 - Denver

Branky SRN: 3:56 Ernst Trautwein, 11:16 Georg Eberl, 16:07 Paul Ambros, 21:32 Georg Eberl, 28:43 Helmut Zanghellini, 32:57 Georg Eberl, 35:03 Ernst Trautwein.

Branky Švýcarska: 57:00 Jürg Zimmermann.

Rozhodčí: Maschio, Lindqvist (CAN)

Vyloučení: 4:4

Diváků: 1 200
Německo: Lindner – Waitl, Ambros, Schneitberger, Bader – Köpf, Schubert, Gmeiner – Eberl, Pittrich, Lang – Trautwein, Zanghellini, Reif.
Švýcarsko: Kiener – Gerber, Nobs, Peter, Friedrich – Bazzi, Stammbach, Zimmermann – Diethelm, R. Chappot, Bernasconi – Parolini, Jenni, Truffer.

## Statistiky

### Nejlepší hráči podle direktoriátu IIHF
| Brankář | Lennart Häggroth     |
| Obránce | John Mayasich        |
| Útočník | Sven Tumba Johansson |

### All Stars
| Brankář         | Lennart Häggroth |
| Levý obránce    | Harry Smith      |
| Pravý obránce   | John Douglas     |
| Levé křídlo     | Jack McLeod      |
| Střední útočník | Nisse Nilsson    |
| Pravé křídlo    | Ulf Sterner      |

### Kanadské bodování
| Poř. | Kanadské bodování    | Branky | Přihrávky | Body |
| ---- | -------------------- | ------ | --------- | ---- |
| 1.   | Jack McLeod          | 11     | 8         | 19   |
| 2.   | Nisse Nilsson        | 12     | 6         | 18   |
| 3.   | Paul Coppo           | 9      | 7         | 16   |
| 3.   | Ulf Sterner          | 9      | 7         | 16   |
| 5.   | Dick Roberge         | 8      | 8         | 16   |
| 6.   | Tod Sloan            | 6      | 10        | 16   |
| 7.   | Floyd Martin         | 9      | 5         | 14   |
| 8.   | Ted Malo             | 8      | 6         | 14   |
| 9.   | Sven Tumba Johansson | 7      | 7         | 14   |
| 10.  | Einar Bruno Larsen   | 4      | 10        | 14   |

### Rozhodčí
| Rozhodčí         | Zápasy |
| ---------------- | ------ |
| Robert Barry     | 10     |
| Olle Wiking      | 10     |
| Vic Lindqvist    | 9      |
| Lou Maschio      | 9      |
| Gennaro Olivieri | 8      |
| Andy Gambucci    | 4      |
| Everett Riley    | 4      |
| Hal Trumble      | 1      |
| Hal Finegold     | 1      |

### Soupiska Švédska
Švédsko

Brankáři: Lennart Häggroth, Kjell Svensson.

Obránci: Gert Blomé, Nils Johansson, Bertil Karlsson, Bert-Olov Nordlander, Roland Stoltz.

Útočníci: Anders Andersson, Leif Andersson, Per-Olof Härdin, Lars-Eric Lundvall, Eilert Määttä, Nisse Nilsson, Ronald Pettersson, Ulf Sterner, Sven Tumba Johansson, Uno Öhrlund.

Trenér: Arne Strömberg.

### Soupiska Kanady
Kanada (Galt Terriers)

Brankáři: Harold Hurley, John Zofiak.

Obránci: John Douglas, Harry Smith, Ted Maki, William Mitchell,Robert Robertson.

Útočníci: Robert Brown, Me Hogan, Robert Mader, John Malo, Floyd Martin, Robert McKnight, Jack McLeod, Donald Rope, Ted Sloan, Bill Wylie.

Trenér: Lloyd Roubell.

### Soupiska USA
USA

Brankáři: Mike Larson, Jim Logue.

Obránci: John Mayasich, Butch MacKay, Thomas Martin, Gordie Tuttle.

Útočníci: Richard Roberge, Paul Coppo, Reginald Meserve, John Poole, Oscar Mahle, Donald Hall, Roger Christian, William Christian, Herb Brooks, Kenneth Johansson, William Daley.

Trenér: John Pleban.

### Soupiska Finska
4.  Finsko

Brankáři: Juhani Lahtinen, Risto Kaitala.

Obránci: Kalevi Numminen, Mauno Nurmi, Jarmo Wasama, Jorma Suokko, Matti Lampainen.

Útočníci: Heino Pulli, Seppo Nikkilä, Teppo Rastio, Jouni Seistamo, Matti Keinonen, Rauno Lehtiö, Juhani Wahlsten, Pertti Nieminen, Pentti Hyytiäinen, Kari Aro.

Trenér: Joe Wirkkunen.

### Soupiska Norska
5.  Norsko

Brankáři: Knut Nygaard, Øystein Mellerud.

Obránci: Henrik Petersen, Roar Bakke, Thor Gundersen, Svein Norman Hansen.

Útočníci: Trygve Bergeid, Olav Dalsøren, Trond Ekmo, Bjørn Elvenes, Terje Hellerud, Einar Bruno Larsen, Per Moe, Per Skjerwen Olsen, Christian Petersen, Georg Smefjell, Jan Erik Hansen.

Trenér: Johan Narvestad.

### Soupiska SRN
6.  Německo

Brankáři: Harry Lindner, Wilhelm Edelmann.

Obránci: Leonhard Waitl, Heinz Bader, Paul Ambros, Walter Riedl, Otto Schneitberger,

Útočníci: Hans Rampf, Georg Eberl, Josef Reif, Siegfried Schubert, Ernst Köpf, Manfred Gmeiner, Rudolf Pittrich, Dieter Lang, Ernst Trautwein, Helmut Zanghellini.

Trenér: Vic Heyliger.

### Soupiska Švýcarska
7.  Švýcarsko

Brankáři: René Kiener, Werner Bassani.

Obránci: Elwin Friedrich, Kurt Nobs, Bruno Gerber, Kurt Peter, Andreas Küenzi.

Útočníci: Roland Bernasconi, Roger Chappot, Fritz Naef, Herald Truffer, Gian Bazzi, Oskar Jenni, Pio Parolini, Gerhard Diethelm, Peter Stammbach, Jürg Zimmermann.

Trenér: Beat Rüedi.

### Soupiska Velké Británie
8.  Velká Británie

Brankáři: Ray Patridge, Derek Metcalfe.

Obránci: Roy Shepherd, Gerald Devereaux, Joe Brown, John Cook, John Murray.

Útočníci: John Milne, Billy Brennan, Tom Imrie, Ian Forbes, Terry Matthews, Sam McDonald, Rupert Fresher, Bert Smith, Dave Lammin, Harry Pearson, Tony Whitehead.

Trenér: John Murray (hrající).

## Kvalifikace o postup do skupiny A
Švýcarsko -  Rakousko 9:4 (4:0, 2:2, 3:2)
7. března 1962 (15:30) - Colorado Springs 

Branky Švýcarska: 01:29 Peter Stammbach, 06:53 Pio Parolini, 14:27 Fritz Naef, 17:40 Gian Bazzi, 21:40 Peter Stammbach, 25:38 Gian Bazzi, 46:28 Fritz Naef, 49:23 Gian Bazzi, 56:08 Fritz Naef.

Branky Rakouska: 24:27 Adolf Bachura, 37:01 Fritz Wechselberger, 46:04 Walter Znehnalik, 50:21 Adolf Bachura.

Rozhodčí: Wiking (SWE), Lindquist (CAN)

Vyloučení: 4:1

Využití přesilovek: 0:2

Diváků: 952
Švýcarsko: Kiener – Nobs, Kuenzi, Friedrich, Gerber – Diethelm, Stammbach, Bazzi – Bernasconi, Chappot, Naef – Jenny, Parolini, Truffer.
Rakousko: Tomasini – Bachura, Mossmer, Knoll, Schager – Bachler, Znehnalik, Jochl – Spielmann, Wechselberger, Winkler – Dieter Kalt, Saint John, Kirchberger.

## MS Skupina B
|    |            | JPN  | AUT  | FRA  | NED  | AUS  | DEN  | V | R | P | Skóre | B  |
| 1. | Japonsko   | ***  | 7:3  | 10:8 | 20:2 | 13:2 | 13:1 | 5 | 0 | 0 | 63:16 | 10 |
| 2. | Rakousko   | 3:7  | ***  | 10:1 | 12:1 | 17:0 | 7:0  | 4 | 0 | 1 | 49:9  | 8  |
| 3. | Francie    | 8:10 | 1:10 | ***  | 6:2  | 13:1 | 7:2  | 3 | 0 | 2 | 35:25 | 6  |
| 4. | Nizozemsko | 2:20 | 1:12 | 2:6  | ***  | 6:4  | 9:4  | 2 | 0 | 3 | 20:46 | 4  |
| 5. | Austrálie  | 2:13 | 0:17 | 1:13 | 4:6  | ***  | 6:2  | 1 | 0 | 4 | 13:51 | 2  |
| 6. | Dánsko     | 1:13 | 0:7  | 2:7  | 4:9  | 2:6  | ***  | 0 | 0 | 5 | 9:42  | 0  |

 Nizozemsko -  Austrálie 6:4 (4:1, 1:1, 1:2)
8. března 1962 - Denver

Branky Nizozemska: 0:39 Johan Smit, 2:25 Johan Smit, 14:48 Rob Pieterse, 17:02 Mech de Jong, 37:48 Leo Loret, 47:39 Rob Pieterse.

Branky Austrálie: 17:59 Victor Mansted, 27:24 Edward Mustar, 49:47 Kevin Harris, 57:48 Edward Mustar.

Rozhodčí: Gustafson (USA), Johannessen (NOR)

Vyloučení: 4:6

Využití přesilovek: 0:0
Nizozemsko: van Os – Klein, Ooms, Mech de Jong, van Dommelen – J. Smit, Loret, Manuel – Pieterse, Overakker, R. Bakker – Hendriks, Hoogervorst.
Austrálie: Cavanagh – Purcell, Mustar, Wellman, Amess – Parrott, Harris, Thomas – Jones, Dewhurst, Mansted – Martyr.
 Japonsko -  Francie 10:8 (4:3, 2:4, 4:1)
9. března 1962 - Colorado Springs

Branky Japonska: 8:19 Mamoru Takashima, 9:52 Isao Kawabuchi, 16:03 Koji Iwamoto, 16:27 Isao Kawabuchi, 23:14 Koji Iwamoto, 34:29 Yuzo Kaneda, 42:20 Koji Iwamoto, 45:54 Shinichi Honma, 51:18 Isao Kawabuchi, 59:46 Isao Ono.

Branky Francie: 3:02 Maurice Chappot, 11:49 Jean-Claude Guennelon, 13:33 Claude Dufour, 22:25 Rene Cailler, 31:41 Jean-Claude Guennelon, 35:07 Rene Cailler, 37:41 Alain Bozon, 54:20 Rene Cailler.

Rozhodčí: Mcneill (USA), Johannessen (NOR)

Vyloučení: 1:0

Využití přesilovek: 0:0
Japonsko: Tomita – Kaneda, Matsuura, Tanabu, Takagi, Ohki – Ono, Takashima, Sh. Honma – Kazahari, Kawabuchi, Iwamoto – Nakano, Kabayashi.
Francie: Ranzoni (59:00) – Pianfetti, Paupardin, Rayon, Gilloz, Longuet – Lacarrière, Guennelon, Alain Bozon - Brunet, Maurice Chappot, Dufour - Allard, Cailler.
 Rakousko -  Austrálie 17:0 (4:0, 8:0, 5:0)
10. března 1962 - Colorado Springs

Branky Rakouska: 6:25 Fritz Wechselberger, 7:55 Hermann Knoll, 12:46 John Adelbert Saint, 19:14 John Adelbert Saint, 21:07 John Adelbert Saint, 24:04 Adolf Bachura, 30:04 Walter Znehnalik, 33:21 Walter Znehnalik, 33:35 Walter Znehnalik, 34:31 Hermann Knoll, 37:24 Hermann Knoll, 38:30 John Adelbert Saint, 46:33 Walter Znehnalik, 49:22 Fritz Wechselberger, 49:35 Hermann Knoll, 55:59 Fritz Wechselberger, 59:37 John Adelbert Saint.

Rozhodčí: McNeill (USA), Johannessen (NOR)

Vyloučení: 2:3

Využití přesilovek: 2:0
Rakousko: Püls – Bachura, Mösmer, Schager, Spielmann – Knoll, Znehnalik, John Adelbert Saint – Wechselberger, Winkler, Kalt – Bachler, Wolfgang Jöckl, Monitzer.
Austrálie: Cavanagh – Purcell, Mustar, Amess, Bourke, Wellman – Jones, Thomas, Harris – Martyr, Dewhurst, Renton – Mansted.
 Nizozemsko –  Dánsko 9:4 (4:1, 3:1, 2:2)
10. března 1962 – Denver

Branky Nizozemska: 5:29 Rob Pieterse, 11:59 Johan Manuel, 13:25 Leo Loret, 18:28 Rob Pieterse, 20:59 Johan Manuel, 24:59 Johan Smit, 31:26 Leo Loret, 56:22 Leo Loret, 56:32 Johan Manuel.

Branky Dánska: 15:57 Bjarne Mielow, 37:37 Carl Christian Høybye, 49:14 Bjarne Mielow, 51:36 Bjarne Carlsen.

Rozhodčí: Riley (USA), Tsutsumi (JPN)

Vyloučení: 4:8

Využití přesilovek: 5:1
Nizozemsko: Van Esch – Klein, Ooms, M. De Jong, Van Dommelen – J. Smit, Loret, Manuel – Pieterse, Overakker, R. Bakker – Hendriks.
Dánsko: Andreasen – Danry, Hasselbach, Mielow, N. Petersen – Høybye, K. Jacobsen, Hviid – B. Carlsen, Gautier, S. Christensen – Grauballe, Bjerrum, Lebech
 Francie -  Dánsko 7:2 (4:0, 1:0, 2:2)
11. března 1962 – Colorado Springs

Branky Francie: 5:39 Alain Bozon, 10:08 Philippe Lacarrière, 16:48 Jean Paupardin, 18:06 Maurice Chappot, 32:42 Alain Bozon, 49:35 Jean-Claude Guennelon, 56:40 Jean-Claude Guennelon.

Branky Dánska: 46:27 Michael Gautier, 46:38 Kjeld Bjerrum.

Rozhodčí: Finegold (USA), Trumble (USA)

Vyloučení: 12:7

Využití přesilovek: 1:0
Francie: Sozzii – Pianfetti, Paupardin, Gilloz, Longuet – Lacarrière, Guennelon, Alain Bozon – Brunet, Maurice Chappot, Dufour – Baudin, Cailler, Larrivaz.
Dánsko: Andreasen – Hasselbach, N. Petersen, Mielow – B. Carlsen, K. Jacobsen, Høybye – Grauballe, Gautier, Bjerrum – Hviid, S. Christensen, Lebech.
 Japonsko -  Austrálie 13:2 (3:1:, 7:1, 3:0)
12. března 1962 – Denver

Branky Japonska: 13:00 Isao Ono, 15:16 Mamoru Takashima, 18:24 Mamoru Takashima, 20:16 Mamoru Takashima, 25:46 Masahiro Sato, 28:16 Koji Iwamoto, 34:09 Isao Kawabuchi, 42:19 Masahiro Sato, 45:14 Shinichi Honma, 48:50 Kimio Kazahari, 54:31 Masahiro Sato, 59:04 Isao Ono, 59.48 Mamoru Takashima.

Branky Austrálie: 7:24 John Thomas, 54:02 John Thomas.

Rozhodčí: Finegold (USA), McNeill (USA)

Vyloučení: 4:3

Využití přesilovek: 0:0
Austrálie: Cavanagh – Amess, Wellman, Purcell, Martyr – Jones, Mustar, Dewhurst – Harris, Parrot, Thomas – Renton, Mansted.
Japonsko: Tomita – Kaneda, Tanabu, Takagi, Ohki – Ono, Takashima, Sh. Honma – Kazahari, Kawabuchi, Iwamoto – Nakano, M. Sato, Kabayashi.
 Francie -  Austrálie 13:1 (6:0, 5:0, 2:1)
13. března 1962 – Colorado Springs

Branky Francie: 0:58 Philippe Lacarrière, 7:32 Caliète Pianfetti, 10:12 Philippe Lacarrière, 12:20 Jean-Claude Guennelon, 13:40 Andrè Longuet, 14:46 Jean Paupardin, 24:40 Philippe Lacarrière, 27:36 Maurice Chappot, 31:14 Jean-Claude Guennelon, 31:30 Maurice Chappot, 38:17 Alain Bozon, 52:37 Maurice Chappot, 53:19 Roland Brunnet.

Branky Austrálie: 49:08 Russell Jones.

Rozhodčí: Riley (USA), Tsutsumi (JPN)

Vyloučení: 13:15 + Jean Paupardin (FRA) a Renton (AUS) na 5 minut.

Využití přesilovek: 4:0

Branky v oslabení: 1:0
Francie: Ranzoni – Pianfetti, Paupardin, Rayon, Gilloz, Longuet – Lacarrière, Guennelon, Alain Bozon – Brunet, Maurice Chappot, Dufour – Baudin, Allard.
Austrálie: Cavanagh – Wellman, Amess, Purcell, Mustar – Martyr, Dewhurst, Mansted – Jones, Thomas, Harris – Renton.
 Nizozemsko -  Rakousko 1:12 (0:6, 1:3, 0:3)
13. března 1962 – Denver

Branky Nizozemska: 22:11 Johan Smit.

Branky Rakouska: 4:32 Adolf Bachler, 6:48 John Adelbert Saint, 8:08 Rudolf Monitzer, 12:22 Fritz Spielmann, 16:32 John Adelbert Saint, 18:34 Rudolf Monitzer, 20:56 Hermann Knoll, 24:23 Hermann Knoll, 34:51 John Adelbert Saint, 43:16 Wolfgang Jöckl, 52:40 Adolf Bachura, 57:22 John Adelbert Saint.

Rozhodčí: Trumble (USA), Johannessen (NOR)

Vyloučení: 4:5

Využití přesilovek: 0:0

Branky v oslabení: 0:1
Nizozemsko: van Os (20:56 van Esch) – Klein, Ooms, M. de Jong, van Dommelen – D. Smit, Loret, Overakker – Pieterse, Manuel, R. Bakker – Hendriks, Hoogervorst.
Rakousko: Püls – Bachura, Mösmer, Knoll, Spielmann – Bachler, Wolfgang Jöckl, Monitzer – Wechselberger, Winkler, Neuwirth – Kalt, Znehnalik, John Adelbert Saint.
 Japonsko -  Rakousko 7:3 (0:0 , 5:2, 2:1)
14. března 1962 – Denver

Branky Japonska: 27:31 Shinichi Honma, 32:53 Masahiro Sato, 37:40 Masahiro Sato, 38:59 Masahiro Sato, 39:55 Kimio Kazahari, 49:02 Isao Kawabuchi, 57:49 Masahiro Sato.

Branky Rakouska: 36:32 Fritz Spielmann, 38:46 Wolfgang Jöckl, 46:45 Fritz Spielmann.

Rozhodčí: McNeill (USA), Riley (USA)

Vyloučení: 1:5

Využití přesilovek: 2:0
Japonsko: Tomita – Kaneda, Tanabu, Ohki, Takagi – Ono, M. Sato, Sh. Honma – Kazahari, Kawabuchi, Iwamoto – Nakano, Takashima - Matsuura.
Rakousko: Püls – Bachura, Mösmer, Schager, Spielmann – Knoll, Znehnalik, John Adelbert Saint – Bachler, Wolfgang Jöckl, Monitzer – Wechselberger, Winkler.
 Francie -  Nizozemsko 6:2 (1:0, 1:1, 4:1)
15. března 1962 - Colorado Springs

Branky Francie: 10:08 Andrè Longuet, 29:25 Andrè Longuet, 43:54 Maurice Chappot, 51:53 Maurice Chappot, 57:09 Andrè Longuet, 59:11 Jean-Claude Guennelon.

Branky Nizozemska: 22:13 Leo Loret, 59:50 Leo Loret.

Rozhodčí: Finegold (USA), Johannessen (NOR)

Vyloučení: 6:3

Využití přesilovek: 0:0
Francie: Ranzoni (20:01 Sozzi) – Pianfetti, Paupardin, Rayon, Gilloz, Longuet – Lacarrière, Guennelon, Alain Bozon - Brunet, Maurice Chappot, Dufour - Baudin, Cailler.
Nizozemsko: van Esch – Klein, Ooms, M. de Jong, van Dommelen – D. Smit, Loret, Manuel – Pieterse, Overakker, R. Bakker – Hoogervorst.
 Austrálie -  Dánsko 6:2 (2:2, 4:0, 0:0)
15. března 1962 - Denver

Branky Austrálie: 12:13 Kenneth Wellman, 13:50 John Thomas, 27:26 John Thomas, 30:15 Peter Parrott, 33:31 Peter Parrott, 39:48 Kevin Harris.

Branky Dánska: 1:07 Carl Christian Høybye, 15:21 Torsten Hviid.

Rozhodčí: Trumble (USA), Tsutsumi (JPN)

Vyloučení: 4:4

Využití přesilovek: 1:0
Austrálie: Cavanagh – Jones, Martyr, Purcell, Wellman, Bourke – Thomas, Parrott, Harris – Renton, Dewhurst, Mansted.
Dánsko: Andresen – Mielow, N. Petersen, Hasselbach, Hamann – B. Carlsen, K. Jacobsen, Høybye – Grauballe, Gautier, Bjerrum – Hviid, Lebech, S. Christensen.
 Nizozemsko –  Japonsko 2:20 (1:7, 0:4, 1:9)
16. března 1962 – Colorado Springs

Branky Nizozemska: 19:43 Johan Smit, 59:09 Leo Loret.

Branky Japonska: 3:15 Hiroyuki Matsuura, 4:32 Isao Ono, 7:19 Kunhito Takagi, 10:25 Kimio Kazahari, 14:07 Shinichi Honma, 18:29 Shinichi Honma, 19:58 Mamoru Takashima, 22:53 Kimio Kazahari, 27:06 Isao Kawabuchi, 35:30 Isao Kawabuchi, 38:49 Mamoru Takashima, 42:45 Isao Kawabuchi, 43:20 Koji Iwamoto, 45:20 Tokio Kabayashi, 47:39 Mamoru Takashima, 48:24 Mamoru Takashima, 54:02 Isao Kawabuchi, 56:36 Isao Ono, 56:50 Mamoru Takashima, 58:28 Shinichi Honma.

Rozhodčí: Olivieri (SUI), Riley (USA)

Vyloučení: 3:5

Využití přesilovek: 1:0

Branky v oslabení: 0:2
Nizozemsko: van Esch – Klein, Ooms, M. de Jong, van Dommelen – D. Smit, Loret, Manuel – Pieterse, Hendriks, R. Bakker – Hoogervorst, Overakker.
Japonsko: Tomita – Tanabu, Takagi, Kaneda, Matsuura – Ono, Takashima, M. Sato – Kazahari, Kawabuchi, Iwamoto – Nakano, Sh. Honma, Kabayashi.
 Francie -  Rakousko 1:10 (0:0, 0:6, 1:4)
16. března 1962 – Denver

Branky Francie: 53:10 Jean-Claude Guennelon.

Branky Rakouska: 21:08 Walter Znehnalik, 22:16 Adolf Bachler, 34:21 Walter Znehnalik, 36:08 John Adelbert Saint, 37:22 Rudolf Monitzer, 37:43 John Adelbert Saint, 42:59 John Adelbert Saint, 44:18 Hermann Knoll, 56:39 Rudolf Monitzer, 58:00 Fritz Spielmann.

Rozhodčí: Gambucci (USA), McNeill (USA)

Vyloučení: 8:5

Využití přesilovek: 0:3
Francie: Sozzi (37:23 Ranzoni) – Pianfetti, Paupardin, Rayon, Gilloz – Lacarrière, Guennelon, Dufour – Baudin, Maurice Chappot, Longuet – Brunet, Cailler, Larrivaz.
Rakousko: Püls – Bachura, Mösmer, Schager, Spielmann – Knoll, Znehnalik, John Adelbert Saint – Neuwirth, Winkler, Kalt – Bachler, Wolfgang Jöckl, Monitzer.
 Dánsko -  Japonsko 1:13 (0:6, 0:4, 1:3)
17. března 1962 – Denver

Branky Dánska: 50:57 Niels Grauballe.

Branky Japonska: 7.56 Masahiro Sato, 9:15 Mamoru Takashima, 10:50 Koji Iwamoto, 13:53 Masami Tanabu, 14:33 Isao Ono, 16:33 Shinichi Honma, 20:21 Mamoru Takashima, 27:36 Ikio Ito, 28:54 Masahiro Sato, 35:48 Yuzo Kaneda, 40:24 Masahiro Sato, 48:12 Masami Tanab, 57:09 Ikio Ito.

Rozhodčí: Finegold (USA), Trumble (USA)

Vyloučení: 2:1

Využití přesilovek: 0:1
Dánsko: Andresen – Hasselbach, N. Petersen, Mielow, Hamann – Lebech, K. Jacobsen, Høybye – Grauballe, Gautier, Bjerrum – Hviid, B. Carlsen, S. Christensen.
Japonsko: Tomita (40:01 Tsukiji) – Kaneda, Tanabu, Ohki, Takagi – Ono, Takashima, M. Sato – Kazahari, Kawabuchi, Iwamoto – Ito, Sh. Honma, Kabayashi.
  Rakousko -  Dánsko 7:0 (3:0, 2:0, 2:0)
18. března 1962 – Denver

Branky Rakouska: 1:16 Fritz Spielmann, 8:58 Walter Znehnalik, 17:33 John Adelbert Saint, 26:17 Walter Znehnalik, 35:35 John Adelbert Saint, 44:22 Walter Znehnalik, 48:55 Walter Znehnalik.

Rozhodčí: Barry (USA), Riley (USA)

Vyloučení: 4:7

Využití přesilovek: 3:0

Branky v oslabení: 1:0
Rakousko: Püls – Bachura, Schager, Knoll, Spielmann – Monitzer, Bachler, John Adelbert Saint – Neuwirth, Winkler, Kalt – Znehnalik.
Dánsko: Andresen – S. Christensen, Mielow, Hasselbach, Danry – Lebech, Bjerrum, N. Petersen – B. Carlsen, K. Jacobsen, Høybye – Grauballe, Gautier, Hviid – Hamann.

## Soupisky

### Soupiska Japonska
1.   Japonsko

Brankáři: Shoichi Tomita, Norio Tsukiji.

Obránci: Yuzo Kaneda, Masami Tanabu, Kunhito Takagi, Michio Ohki, Hiroyuki Matsuura.

Útočníci: Minoru Nakano, Masahiro Sato, Isao Ono, Mamoru Takashima, Kimio Kazahari, Isao Kawabuchi, Koji Iwamoto, Ikio Ito, Shinichi Honma, Tokio Kabayashi.

### Soupiska Rakouska
2.   Rakousko 

Brankáři: Alfred Püls, Heinz Tomasini.

Obránci: Walter Znehnalik, Tassilo Neuwirth, Adolf Bachura, Eduard Mösmer, Hermann Knoll.

Útočníci: Gerd Schager, Fritz Spielmann, Fritz Wechselberger, Erich Winkler, Dieter Kalt, Adolf Bachler, Wolfgang Jöckl, John Adelbert Saint, Christian Kirchberger, Rudolf Monitzer.

### Soupiska Francie
3.   Francie 

Brankáři: Bruno Ranzoni, Jean-Cluade Sozzi.

Obránci: Jean Paupardin, Raymond Gilloz, Christian Rayon, Caliète Pianfetti, Andrè Longuet.

Útočníci: Georges Baudin, Alain Bozon, Jean-Claude Guennelon, Maurice Chappot, Claude Dufour, Jean-Pierre Allard, Philippe Lacarrière, Roland Brunnet, Rene Cailler, Gerard Larrivaz.

### Soupiska Nizozemska
4.  Nizozemsko

Brankáři: Joost van Os, Tony van Esch.

Obránci: Arie Klein, Mech de Jong, Wil van Dommelen, Wil Ooms.

Útočníci: Wim Hoogervorst, Jan Hendriks, Dolf Overakker, Ruud Bakker, Rob Pieterse, Johan Manuel, Leo Loret, Johan Stoops, Johan Smit, Jan van der Heiden, Francois Henrichs.

### Soupiska Austrálie
5.  Austrálie

Brankáři: Roderick Bruce, Peter Cavanagh.

Obránci: Ronald Amess, John Purcell, Barry Bourke, Kenneth Wellman, Edward Mustar, Anthony Martyr.

Útočníci: Kevin Harris, Peter Parrott, Gary Beyko, Robin Dewhurst, William Renton, Victor Mansted, John Thomas, Russell Jones, Gary Owen.

Trenér:

### Soupiska Dánska
6.   Dánsko 

Brankáři: Hans Andresen, Niels Jellum.

Obránci: Dan Danry, Bjarne Mielow, Ole Hamann, Torsten Hviid, Uno Hasselbach, Niels Petersen.

Útočníci: Michael Gautier, Niels Grauballe, Knud Lebech, Svend Christensen, Kjeld Bjerrum, Keld Jacobsen, Bjarne Carlsen, Carl Christian Høybye, Niels Schack.